# مراسم چهلم مهسا امینی
مراسم چهلم مهسا امینی که با فراخوان گروه‌های مختلف در ایران همراه بود؛ چهارشنبه ۴ آبان ۱۴۰۱ برگزار شد. نیروهای امنیتی حکومت ایران تلاش کردند از برگزاری مراسم جلوگیری کنند. خانواده مهسا امینی توسط دستگاه‌های امنیتی جمهوری اسلامی تهدید، پدر، مادر و برادر مهسا تحت‌الحفظ مأموران امنیتی در خانه خود حبس و به آن‌ها اجازه خروج از خانه و رفتن به مزار مهسا داده نشد. اینترنت شهر سقز قطع و درگیری‌هایی در سقز انجام شد.

## فراخوان
گروه‌های مختلف در ایران از جمله جوانان محلات تهران، گروه‌های زنان، احزاب کرد، مدارس و دانشگاه‌های کردستان برای برگزاری گسترده چهلم مهسا امینی فراخوان دادند. بسیاری از دانشگاه‌های ایران یک روز قبل از چهلم مهسا امینی صحنه تجمع و اعتراض بودند. در برخی از دانشگاه‌ها از دانشجویان خواسته شده با لباس سیاه به دانشگاه بیایند.

## تهدید خانواده امینی
دستگاه‌های امنیتی جمهوری اسلامی با هدف جلوگیری از برگزاری مراسم، اشکان امینی، برادر مهسا، را به بازداشت تهدید کردند. همزمان با افزایش تهدید خانواده، صفحه اینستاگرام سقز آنلاین، وابسته به فرمانداری سقز، با انتشار تصویری از یک بیانیه، عنوان کرد این بیانیه از سوی خانواده امینی صادر و «خانواده امینی در روز چهلم ژینا، مراسمی نخواهد داشت». همچنین دولت ایران مدارس و دانشگاه‌های استان کردستان را به علت «شیوع آنفلوآنزا» در روز چهارم آبان تعطیل اعلام کرد.

## مراسم مزار مهسا
مراسم چهلم مهسا امینی چهارشنبه ۴ آبان ۱۴۰۱ در آرامستان آیچی سقز برگزار شد. با وجود تلاش نیروهای امنیتی حکومت ایران برای جلوگیری از برگزاری مراسم و بستن راه‌ها، هزاران نفر در این قبرستان تجمع و علیه حکومت شعار دادند. مردم در این تجمع شعار «کردستان کردستان، گورستان فاشیست‌ها» و «مرگ بر دیکتاتور» سر دادند. خبرگزاری رویترز به نقل از شاهدان گزارش داد نیروهای امنیتی به سوی عزاداران تیراندازی کردند. پدر، مادر و برادر مهسا تحت‌الحفظ مأموران امنیتی در خانه خود در حبس بودند و به آن‌ها اجازه خروج از خانه و رفتن به مزار مهسا داده نشد.
به گزارش خبرگزاری ایسنا به دلیل «التهابات و درگیری‌های پراکنده» اینترنت شهر سقز به دلیل «ملاحظات امنیتی» قطع شد. این خبرگزاری وابسته به دولت ایران، گزارش‌ها دربارهٔ درگیری در سقز را تأیید و جمعیت حاضران در مراسم را «در حالت حداکثری نزدیک به ۱۰ هزار نفر» برآورد کرد.

## اعتراضات سراسری
در این روز دستکم در ۵۵ شهر اعتراضات برگزار و چند تن از معترضان کشته شدند. یک شهروند معترض به نام اسماعیل مولودی، در شهر مهاباد و در پی تیراندازی نیروهای امنیتی کشته شد.

## واکنش‌ها
تصاویر راهپیمایی هزاران نفر در این مراسم در شهر سقز کردستان، زادگاه مهسا امینی، در صفحه اول چند روزنامه مهم جهان، از جمله نیویورک‌تایمز، فایننشال تایمز، ال پائیس، ال‌مرکوریو و کوریره دلا سرا نقش بست. فایننشال تایمز، چاپ لندن، در کنار عکس چهلم مهسا امینی در سقز تیتر زد «موج خشم: همزمان با افزایش آمار کشته‌شدگان، ایرانیان به مزار (ژینا) امینی راهپیمایی کردند.» نیویورک‌تایمز هم در کنار همین عکس تیتر زد «روز سوگ و ناآرامی»
جاوید رحمان، گزارشگر ویژه حقوق بشر در ایران، خواهان ایجاد یک مکانیسم تحقیقی مستقل دربارهٔ موارد نقض حقوق بشر در جریان اعتراضات شد. وزیران خارجه زن از ۱۲ کشور جهان در بیانیه‌ای از «همبستگی با زنان شجاع ایران و حق آنها برای تجمع مسالمت‌آمیز و پیگیری حقوق بشر» گفتند.